# Вяйсяля, Калле
Калле Вяйсяля (фин. Kalle Väisälä, 1893—1968) — финский математик и эсперантист.

## Биография

Мемориальная доска, установленная в 1976 году на здании лицея в Йоэнсуу, где учились братья Ирьё, Калле и Вилхо Вяйсяля

Родился в деревне Утра, Контиолахти, Российская империя, (ныне — община Йоэнсуу, Финляндия), в семье рабочего лесопилки Йохана Вейселя (фамилию которого трансформировали на финский как «Вяйсяля») и Эммы Бригитты Яаскелайнен, был самым младшим из восьми их детей.
Йохан Вейсель был активным сторонником планового языка волапюк, который был очень популярен в 1880—1890-е годы, и приобщил своих детей к его изучению, в результате чего некоторые из них, включая Калле, стали активными эсперантистами. Несмотря на то, что Йохан Вейсель умер в 1904 году, а его жена — в 1906, трое из их детей получили университетское образование и сделали академическую карьеру.
Калле Вяйсяля, как и двое его старших братьев, Вилхо и Ирьё, получил математическое образование в Хельсинкском университете (1911—1914), после чего был оставлен в университете ассистентом. Был учеником известного финского математика — тополога Эрнста Леонарда Линделёфа, под руководством которого в 1916 году защитил докторскую диссертацию «Об алгебраически разрешимых уравнениях пятой степени». В 1919—1921 годах К. Вяйсяля работал профессором математики в Тартуском университете, в 1921—1938 — профессором университета Турку, вице-ректор университета в 1934—1938 годах. В 1924 году он был избран членом Финской академии наук. В 1939 году переехал в Хельсинки, где работал с 1939 по 1957 годы профессором в Хельсинкского университета и одновременно в 1939—1960 годах профессором Хельсинкского политехнического института.
Автор ряда учебников по математике, вышедших в общей сложности тиражом более 800 тысяч.
В его честь назван астероид № 2805 — Калле.

## Публикации
- Verallgemeinerung des Begriffes der Dirichletschen Reihen, Mattiesen, Dorpat 1921
- Neuer Beweis des Fundamentalsatzes über die algebraische Auflösbarkeit der Gleichungen, deren Grad eine zusammengesetzte Zahl ist, Suomalainen Tiedeakatemia, Helsinki 1926